# Gregor Bajde
Gregor Bajde (Spodnji Hotič, 29 aprile 1994) è un calciatore sloveno, attaccante del Borac Banja Luka.

## Carriera

### Club

#### Giovanili
Cresce nelle giovanili del Bravo Lubiana, squadra satellite dell'Interblock, dalle quali esce nel 2011.

#### Interblock Lubiana
Nella stagione 2011-2012 milita nella prima squadra dell'Interblock, giocando la Druga slovenska nogometna liga, la seconda serie slovena. Fa il suo esordio il 21 agosto 2011 nell'1-1 casalingo di campionato con il Bela Krajina. Il 14 aprile 2012 mette a segno il suo primo gol in carriera, nel 2-0 sul campo del Šenčur in campionato. Chiude la sua esperienza all'Interblock con 19 presenze e 1 gol.

#### Celje
Nell'estate 2012 passa al Celje, con cui gioca la massima serie slovena. Il 5 luglio gioca la sua prima partita, l'andata del 1º turno di qualificazione di Europa League, in Moldavia, sul campo del Dacia Chișinău. Il 15 luglio debutta in massima serie, vincendo 1-0 in casa contro il Triglav. Il 4 agosto mette a segno la prima rete in campionato, nell'1-1 sul campo del Gorica. Va via dal Celje dopo 3 stagioni e l'inizio della quarta, dopo aver collezionato 95 presenze e 12 gol.

#### Maribor
Dopo aver iniziato la stagione 2015-2016 con il Celje, nel luglio 2015 si trasferisce al Maribor. Il 1º agosto esordisce in campionato, vincendo 4-1 in casa contro il Krško. Il 9 settembre esordisce con gol in Coppa di Slovenia, nella vittoria per 3-0 in trasferta contro il Tolmin. Il 27 settembre segna il primo gol in campionato, il 3-1 definitivo sul campo del Krško. Chiude con il Maribor dopo 43 presenze e 16 gol e la vittoria della Coppa di Slovenia 2015-2016.

#### Novara
Nell'ultimo giorno del mercato estivo 2016, il 31 agosto, si trasferisce in prestito in Italia, al Novara in Serie B. Ottiene la prima apparizione con i piemontesi il 10 settembre nella vittoria per 1-0 in casa sulla Salernitana in campionato. Chiude anticipatamente l'avventura in Piemonte a gennaio 2017 dopo 10 presenze e 0 gol.

#### Ritorno al Maribor
Nella finestra invernale di mercato 2017 ritorna per fine prestito al Maribor. Fa il suo secondo debutto il 18 marzo nella trasferta contro il Celje in campionato, entrando all' 84' e pareggiando per 1-1.

### Nazionale
Tra il 2010 e il 2011 fa parte della Nazionale Under-17 slovena, con cui gioca 7 partite e segna 2 gol. Poi gioca con l'Under-18 nel 2011, trovando 6 presenze e 2 reti e nel 2012 con l'Under-19 collezionando 6 presenze e 2 gol. Il 26 marzo 2015 debutta in Under-21 a Capodistria, perdendo 0-2 in amichevole contro l'Ucraina. Il 28 marzo 2016 segna il suo primo gol nel 3-1 ad Ancarano contro l'Irlanda. Termina con 9 presenze e 1 gol.

## Statistiche

### Presenze nei club
Statistiche aggiornate al 19 aprile 2023.
| Stagione            | Squadra         | Campionato      | Campionato | Campionato | Coppe nazionali | Coppe nazionali | Coppe nazionali | Coppe continentali | Coppe continentali | Coppe continentali | Altre coppe | Altre coppe | Altre coppe | Totale | Totale | Totale |
| Stagione            | Squadra         | Comp            | Pres       | Reti       | Comp            | Pres            | Reti            | Comp               | Pres               | Reti               | Comp        | Pres        | Reti        | Pres   | Reti   |        |
| ------------------- | --------------- | --------------- | ---------- | ---------- | --------------- | --------------- | --------------- | ------------------ | ------------------ | ------------------ | ----------- | ----------- | ----------- | ------ | ------ | ------ |
| 2011-2012           | Interblock      | 2.SNL           | 18         | 1          | CS              | 1               | 0               | -                  | -                  | -                  | -           | -           | -           | 19     | 1      |        |
| 2012-2013           | Celje           | 1.SNL           | 34         | 5          | CS              | 5               | 0               | UEL                | 2                  | 0                  | -           | -           | -           | 41     | 5      |        |
| 2013-2014           | Celje           | 1.SNL           | 21         | 2          | CS              | 3               | 0               | UEL                | 2                  | 0                  | -           | -           | -           | 26     | 2      |        |
| 2014-2015           | Celje           | 1.SNL           | 22         | 5          | CS              | 3               | 0               | -                  | -                  | -                  | -           | -           | -           | 25     | 5      |        |
| lug. 2015           | Celje           | 1.SNL           | 1          | 0          | CS              | 0               | 0               | UEL                | 2                  | 0                  | -           | -           | -           | 3      | 0      |        |
| lug. 2015-2016      | Maribor         | 1.SNL           | 27         | 13         | CS              | 3               | 2               | -                  | -                  | -                  | -           | -           | -           | 30     | 15     |        |
| lug.-ago. 2016      | Maribor         | 1.SNL           | 5          | 1          | CS              | 0               | 0               | UEL                | 6                  | 0                  | SS          | 0           | 0           | 11     | 1      |        |
| ago. 2016-gen. 2017 | Novara          | B               | 10         | 0          | CI              | 0               | 0               | -                  | -                  | -                  | -           | -           | -           | 10     | 0      |        |
| gen.-giu. 2017      | Maribor         | 1.SNL           | 5          | 0          | CS              | 1               | 0               | -                  | -                  | -                  | -           | -           | -           | 6      | 0      |        |
| 2017-2018           | Maribor         | 1.SNL           | 18         | 1          | CS              | 3               | 1               | UCL                | 9                  | 0                  | -           | -           | -           | 30     | 2      |        |
| 2018-2019           | Maribor         | 1.SNL           | 13         | 2          | CS              | 4               | 0               | UEL                | 4                  | 1                  | -           | -           | -           | 21     | 3      |        |
| 2019-2020           | Maribor         | 1.SNL           | 10         | 4          | CS              | 0               | 0               | -                  | -                  | -                  | -           | -           | -           | 10     | 4      |        |
| 2020-2021           | Maribor         | 1.SNL           | 9          | 1          | CS              | 0               | 0               | -                  | -                  | -                  | -           | -           | -           | 9      | 1      |        |
| Totale Maribor      | Totale Maribor  | Totale Maribor  | 87         | 22         |                 | 11              | 3               |                    | 19                 | 1                  |             | -           | -           | 117    | 26     |        |
| 2021-2022           | Bravo           | 1.SNL           | 30         | 5          | CS              | 4               | 2               | -                  | -                  | -                  | -           | -           | -           | 34     | 7      |        |
| 2022-2023           | Celje           | 1.SNL           | 21         | 3          | CS              | 2               | 0               | -                  | -                  | -                  | -           | -           | -           | 23     | 3      |        |
| Totale Celje        | Totale Celje    | Totale Celje    | 99         | 15         |                 | 13              | 0               |                    | 6                  | 0                  |             | -           | -           | 118    | 15     |        |
| Totale carriera     | Totale carriera | Totale carriera | 244        | 43         |                 | 29              | 5               |                    | 25                 | 1                  |             | 0           | 0           | 298    | 49     |        |

### Cronologia presenze e reti in nazionale
| Cronologia completa delle presenze e delle reti in nazionale ― Slovenia under 21 | Cronologia completa delle presenze e delle reti in nazionale ― Slovenia under 21 | Cronologia completa delle presenze e delle reti in nazionale ― Slovenia under 21 | Cronologia completa delle presenze e delle reti in nazionale ― Slovenia under 21 | Cronologia completa delle presenze e delle reti in nazionale ― Slovenia under 21 | Cronologia completa delle presenze e delle reti in nazionale ― Slovenia under 21 | Cronologia completa delle presenze e delle reti in nazionale ― Slovenia under 21 | Cronologia completa delle presenze e delle reti in nazionale ― Slovenia under 21 |
| Data                                                                             | Città                                                                            | In casa                                                                          | Risultato                                                                        | Ospiti                                                                           | Competizione                                                                     | Reti                                                                             | Note                                                                             |
| -------------------------------------------------------------------------------- | -------------------------------------------------------------------------------- | -------------------------------------------------------------------------------- | -------------------------------------------------------------------------------- | -------------------------------------------------------------------------------- | -------------------------------------------------------------------------------- | -------------------------------------------------------------------------------- | -------------------------------------------------------------------------------- |
| 26-3-2015                                                                        | Capodistria                                                                      | Slovenia under 21                                                                | 0 – 2                                                                            | Ucraina under 21                                                                 | Amichevole                                                                       | -                                                                                | 46’                                                                              |
| 30-5-2015                                                                        | Celje                                                                            | Slovenia under 21                                                                | 1 – 1                                                                            | Macedonia del Nord under 21                                                      | Amichevole                                                                       | -                                                                                | 57’                                                                              |
| 8-9-2015                                                                         | Reggio Emilia                                                                    | Italia under 21                                                                  | 1 – 0                                                                            | Slovenia under 21                                                                | Qual. Europeo Under-21 2017                                                      | -                                                                                | 62’                                                                              |
| 8-10-2015                                                                        | Ancarano                                                                         | Slovenia under 21                                                                | 0 – 3                                                                            | Italia under 21                                                                  | Qual. Europeo Under-21 2017                                                      | -                                                                                | 72’                                                                              |
| 13-10-2015                                                                       | Andorra la Vella                                                                 | Andorra under 21                                                                 | 0 – 5                                                                            | Slovenia under 21                                                                | Qual. Europeo Under-21 2017                                                      | -                                                                                | 58’                                                                              |
| 17-11-2015                                                                       | Ancarano                                                                         | Slovenia under 21                                                                | 2 – 0                                                                            | Serbia under 21                                                                  | Qual. Europeo Under-21 2017                                                      | -                                                                                | 86’                                                                              |
| 28-3-2016                                                                        | Ancarano                                                                         | Slovenia under 21                                                                | 3 – 1                                                                            | Irlanda under 21                                                                 | Qual. Europeo Under-21 2017                                                      | 1                                                                                | 78’                                                                              |
| 2-9-2016                                                                         | Waterford                                                                        | Irlanda under 21                                                                 | 2 – 0                                                                            | Slovenia under 21                                                                | Qual. Europeo Under-21 2017                                                      | -                                                                                | 81’                                                                              |
| 7-10-2016                                                                        | Kaunas                                                                           | Lituania under 21                                                                | 1 – 0                                                                            | Slovenia under 21                                                                | Qual. Europeo Under-21 2017                                                      | -                                                                                |                                                                                  |
| 7-10-2016                                                                        | Gornji Milanovac                                                                 | Serbia under 21                                                                  | 3 – 1                                                                            | Slovenia under 21                                                                | Qual. Europeo Under-21 2017                                                      | -                                                                                | 78’                                                                              |
| Totale                                                                           |                                                                                  | Presenze                                                                         | 10                                                                               |                                                                                  | Reti                                                                             | 1                                                                                |                                                                                  |

## Palmarès

### Club

#### Competizioni nazionali
- Campionato sloveno: 2

Maribor: 2018-2019
Celje: 2023-2024
- Coppa di Slovenia: 1

Maribor: 2015-2016